# Reação reversa (Física)
Na física teórica, a reação retroativa (ou reação reversa) é frequentemente necessária para calcular o comportamento autoconsistente de uma partícula ou objeto em um campo externo. Basicamente, quando uma partícula é considerada sem massa ou com uma carga infinitesimal, isso pode ser descrito como dizendo que lidamos com uma sonda e que a reação reversa é negligenciada. No entanto, um objeto real também carrega (em geral) uma massa e uma carga em si. Essas propriedades implicam que o modelo do ambiente original precisa ser modificado para alcançar consistência própria. Por exemplo, uma partícula pode ser descrita como ajudando a curvar o espaço na relatividade geral. Levar em conta as restrições implícitas no modelo pelas propriedades da partícula - a reação reversa - é uma maneira de alcançar um modelo mais preciso do que se essas restrições forem ignoradas.

## Cosmologia
Na cosmologia não homogênea, na qual a formação da estrutura é levada em consideração em um modelo relativista geral do Universo, o termo "reação reversa" é usado para medir a não-comutatividade do procedimento de cálculo da média.
{\displaystyle G_{\mu \nu }({\overline {g_{\alpha \beta }}})\neq {\overline {G_{\mu \nu }(g_{\alpha \beta })}}={\frac {8\pi G}{c^{4}}}{\overline {T_{\mu \nu }}}}
(que vem da não-linearidade das equações de campo de Einstein) e a evolução dinâmica das fatias espaciais do espaço-tempo.